# Abandon de poste
Pour les articles homonymes, voir Abandon de poste (film).
En droit français, l’abandon de poste revêt deux significations, l'une en droit du travail, l'autre en droit de la guerre.

## Droit du travail
L'abandon de poste est le fait par un salarié de s'absenter de son lieu de travail sans justification, ni autorisation préalable de son employeur. 
Pendant un abandon de poste, un salarié ne peut signer un nouveau contrat de travail.

### Depuis la parution du décret n° 2023-275 du 17 avril 2023
Depuis, le décret n° 2023-275 du 17 avril 2023 , l'abandon de poste du salarié peut désormais être considéré comme une démission sous réserve d'appliquer une procédure relative à la mise en œuvre de la présomption de démission en cas d'abandon de poste volontaire du salarié.
L'employeur doit mettre en demeure le salarié de justifier son absence et reprendre son poste dans un délai préfixé qui ne peut être inférieur à 15 jours.
Un salarié qui reprend son travail dans les délais préfixé par l'employeur fait "tomber" la présomption de démission, mais n'enlève pas la possibilité à l'employeur de le sanctionner pour absence non justifiée.
La présomption de démission fera obstacle au droit à l’Assurance chômage. D'après une étude de l'Unedic, cette évolution du droit est de nature à réduire les dépenses engendrées par les démissions à terme comprises entre 380 M€ et 670 M€ sur une année selon l'évolution du comportement des employeurs et des salariés.

### Avant la parution du décret n° 2023-275 du 17 avril 2023
L'abandon de poste n'est pas prévu par le code du travail. C'est la pratique et la jurisprudence qui encadrent cette notion.
L’abandon de poste ne peut être considéré comme une démission qui, selon l’article L. 1237-1 du code du travail ne peut résulter que d’une manifestation non équivoque de la volonté du salarié de quitter son poste. 
Le motif d’un licenciement pour abandon de poste est souvent un licenciement pour faute grave dans la mesure où le salarié manque à son obligation principale. La faute grave est caractérisée comme une absence injustifiée et prolongée du salarié malgré plusieurs relances de l’employeur.
La notion d’abandon de poste est très proche de celle d’absence injustifiée, mais si tout abandon de poste a pour conséquence une absence injustifiée, toutes les absences injustifiées ne constituent pas un abandon de poste.  C'est le cas, lorsque le salarié reprend son poste après une absence non autorisée, même si ces absences, qui ne sont pas des abandons de poste, peuvent être sanctionnées. Les litiges relatifs à l'abandon de poste relèvent du conseil des Prud'hommes.

## Droit de la guerre

### Notion
L’abandon de poste au sein de l’armée est défini et traité dans le Code de justice militaire aux articles L 324-1 et suivants. L’abandon de poste avec la désertion correspondent à l’abandon de poste des agents publics ou privés. Le poste ici correspond à l’endroit où le militaire doit se trouver à un moment donné pour l’accomplissement de la mission reçue de ses chefs. L’abandon de poste est sévèrement puni bien que les sanctions varient qu’il se soit déroulé en temps de paix ou en temps de guerre.

### En temps de paix
En temps de paix l’abandon de poste d’un militaire est punissable de 6 mois d’emprisonnement.

### En temps de guerre
L’abandon de poste en temps de guerre est sévèrement réprimandé, en effet lorsqu'un abandon de poste a lieu sur un territoire en état de siège, un territoire en état d’urgence ou lorsque la sécurité d’un établissement militaire, d’une formation militaire, d’un bâtiment de la marine ou d’un aéronef est menacée le coupable de cet abandon s’expose à une peine de 5 ans d’emprisonnement. Lorsque le coupable est le commandant d’une formation, de la marine nationale ou encore un chef de bord d’un aéronef militaire la peine encourue va se voir doublée. Certains facteurs peuvent aggraver cet abandon de poste et donc faire augmenter la peine encourue c’est notamment le cas si l’abandon de poste se fait en présence de l’ennemi ou d’une bande armée, la peine maximale pouvant être la réclusion à perpétuité. Il en va de même pour  le commandant d’une formation, d’un aéronef militaire, ou d’un navire militaire, qui, volontairement, en temps de guerre ou au cours d’opérations de guerre, ne maintient pas au combat sa formation, son bâtiment ou son aéronef, ou qui se sépare volontairement de son chef en présence de l’ennemi ou de bande armée tout comme le commandant d’un navire de commerce ou d’un aéronef convoyé ou réquisitionné, en temps de guerre ou au cours d’opérations de guerre, qui abandonne de manière volontaire le convoi dont il fait partie, ou qui désobéit aux ordres.